# دانشگاه وسلین
دانشگاه وسلین (به انگلیسی: Wesleyan University) یک دانشگاه در ایالات متحده آمریکا است که در کنتیکت واقع شده‌است.